# Leptotarsus syndactylus
Leptotarsus syndactylus är en tvåvingeart som först beskrevs av Alexander 1956.  Leptotarsus syndactylus ingår i släktet Leptotarsus och familjen storharkrankar. Inga underarter finns listade i Catalogue of Life.